# Nocardia inohanensis
Espèce
Nocardia inohanensis est une espèce de bactéries de la famille des Nocardiaceae.

## Description
Les bactéries de cette espèce forment un mycélium branché qui se décompose en bacilles non mobiles. Ce sont des bactéries gram positives et faiblement acid-fast. En culture, les colonies sont gris-beige à beige et ne produisent pas de pigments solubles. Les colonies ont une taille de 0,6 mm à 1,3 mm de diamètre après sept jours de culture à 30 °C sur milieu Müeller-Hinton supplémenté à 0,2 % de glucose. La croissance est possible à 37 °C mais pas à 45 °C.
Cette espèce est capable d'utiliser le glucose, l'inositol et le citrate comme sources de carbone mais pas l'adonitol, l'arabinose, l'erythritol, le galactose, le maltose, le mannose, le rhamnose, le sorbitol ou le gluconate. Ces bactéries sont capables de dégrader l'hypoxanthine et l'urée mais pas l'adenine, la caséine, la tyrosine ou la xanthine.
Le contenu en bases nucléiques G+C est de 69,3 mol%.

## Taxonomie
Le nom correct complet (avec auteur) de ce taxon est Nocardia inohanensis Kageyama et al. 2004. Proposé en 2004 dans la revue IJSEM, ce nom a été validé la même année par le Comité international de systématique des procaryotes.
La souche type est la souche IFM 0092 (aussi nommée NBRC 100128, JCM 11891, DSM 44667 dans d'autres banques de cultures bactériennes) laquelle a été isolée d'un prélèvement clinique.

### Étymologie
L'étymologie du nom spécifique de N. inohanensis est la suivante : in.o.han.en’sis. N.L. masc./fem. adj. inohanensis, appartenant à Inohana, Chiba, Japon, où la souche type a été identifiée,.